# Método Dumas

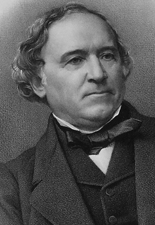
Jean Batiste Dumas

El método Dumas, en química analítica, es un proceso de análisis químico para determinar el contenido en nitrógeno de  sustancias químicas combustibles, generalmente muestras de materiales orgánicos. Se basa en un método inicialmente descrito por Jean-Baptiste Dumas, a comienzos del siglo XIX, como una variante o mejora del análisis por combustión utilizado en el análisis elemental orgánico, que hasta entonces solo permitía determinar el contenido de carbono e hidrógeno de los compuestos orgánicos.Al ser un método de análisis de nitrógeno orgánico, se puede utilizar como método alternativo al método de Kjeldahl para la determinación del contenido proteínas en alimentos.
El método Dumas es un análisis elemental para la determinación de nitrógeno reconocido en todo el mundo y validado por organizaciones internacionales como la AOAC, la AACC, la ISO, la DIN, la ASBC, la AOCS o la OIV.

## Fundamento
El método consiste en calcinar una muestra de masa conocida a una temperatura entre 800 y 900 °C en corriente de oxígeno. Esto produce la oxidación de la materia orgánica, que se convierte en dióxido de carbono, agua y nitrógeno molecular, N2, así como pequeñas cantidades de óxidos de nitrógeno.  Si la muestra es sólida, también es posible producir la oxidación de la materia orgánica, mezclándola con polvo de óxido de cobre(II) y calentando hasta temperatura de calcinación. La reacción de oxidación sería:
{\displaystyle {\ce {CxHyNz + O2(g)(exc) -> CO2(g) + H2O(g) + N2(g) + NO2(g)}}}
Mediante una corriente de dióxido de carbono, los productos de la oxidación se hacen pasar por un catalizador de cobre metálico caliente, con los que las pequeñas cantidades de óxidos de nitrógeno se reducen a nitrógeno molecular (N2), tras lo cual, los gases pasan a una bureta de gases cargada  de hidróxido de potasio concentrado, donde queda atrapado por absorción el CO2 y el H2O, mientras que el N2, muy poco reactivo, queda en la parte superior de la bureta, cuyo volumen se mide de forma directa, lo que permite, tras las correcciones oportunas de presión ambiental y temperatura, establecer el contenido de nitrógeno en la muestra.
Al igual que con el método Kjeldahl, la conversión de la concentración de nitrógeno en una muestra al contenido de proteína cruda se realiza utilizando factores de conversión que dependen de la secuencia de aminoácidos particular de la proteína medida.